# Sheffield Shield 2022/23
Der Sheffield Shield 2022/23 war die 121. Saison des nationalen First-Class-Cricket-Wettbewerbes in Australien der vom 3. Oktober 2022 bis zum 27. März 2023 ausgetragen wurde. Im Finale konnte sich Western Australia mit 9 Wickets gegen Victoria durchsetzen.

## Format
Die Mannschaften spielten in einer Division gegen jede andere jeweils zwei Spiele. Für einen Sieg erhielt ein Team zunächst 6 Punkte, für ein Unentschieden (beide Mannschaften erzielen die gleiche Anzahl an Runs) 3 Punkte. Wurde kein Ergebnis erreicht und das Spiel endet Remis bekamen beide Mannschaften 1 Punkt. Zusätzlich bestand die Möglichkeit in den ersten 100 Over des ersten Innings Bonuspunkte zu sammeln. Dabei wurden pro Run die mehr als 200 Runs erzielt werden 0.01 Batting-Bonuspunkte verteilt, jeweils 0.5 Bowling-Bonuspunkte gab es für das Erreichen des 5, 7, 9 Wickets. Des Weiteren war es möglich das Mannschaften Punkte abgezogen bekamen, wenn sie beispielsweise zu langsam spielten oder der Platz nicht ordnungsgemäß hergerichtet war. Am Ende der Saison wurde ein Finale der besten beiden Mannschaften ausgetragen, dessen Sieger der Gewinner des Sheffield Shields war.

## Resultate
Tabelle
| Teams             | Sp. | S | N | U | R | NR | Bat  | Bow | Ded | Punkte |
| ----------------- | --- | - | - | - | - | -- | ---- | --- | --- | ------ |
| Western Australia | 10  | 6 | 2 | 0 | 2 | 0  | 5.4  | 8.2 | 0   | 51.6   |
| Victoria          | 10  | 5 | 2 | 0 | 3 | 0  | 4.71 | 9   | 0   | 46.71  |
| Queensland        | 10  | 4 | 2 | 0 | 4 | 0  | 5.29 | 8.4 | 0   | 41.69  |
| South Australia   | 10  | 2 | 4 | 0 | 4 | 0  | 7.18 | 7.7 | 2   | 28.88  |
| Tasmanien         | 10  | 2 | 4 | 0 | 4 | 0  | 4.6  | 7.7 | 0   | 28.3   |
| New South Wales   | 10  | 0 | 5 | 0 | 5 | 0  | 4.91 | 8.4 | 2   | 16.31  |

### Finale
| 23. – 26. März Scorecard | Perth | Victoria 195 (95.5) & 210 (60.2)        | – | Western Australia 315 (119) & 93-1 (24.4) |
|                          |       | Western Australia gewinnt mit 9 Wickets |   |                                           |

Damit konnte Western Australia seinen Titel verteidigen.